# Hôtel Rosaleda
L'hôtel Rosaleda est un bâtiment emblématique de l'architecture du granite, datant de 1943, situé à Encamp en Andorre. C'est l'œuvre de l'architecte noucentiste Adolf Florensa et est protégé comme Bien d'intérêt culturel depuis 2004.

## Description
L'hôtel Rosaleda est situé entre l'avenue Copríncep Francès (devenue Avinguda de François Mitterrand) au numéro 13, au sud-est, et la rivière Valira d'Orient, au nord-ouest. 
C'est un bâtiment isolé de forme rectangulaire, avec quatre façades qui peuvent toutes être considérées comme nobles, bien que traitées différemment. Il se compose d'un sous-sol, qui s'étend au-delà du corps central du bâtiment, d'un rez-de-chaussée et de quatre étages. Sur le côté sud-ouest, une grande terrasse couvre l'entrée au sous-sol et deux locaux étendent le bâtiment dans cette direction-là. Le dernier étage, à l'origine grenier peu utilisable, a été rénové dans les années cinquante avec l'inclusion d'un grand nombre de lucarnes.
L'expression de l'architecte Florensa est imprégnée du courant noucentiste, de signes historicistes et de références régionales. De la monumentalité des façades avant et arrière, en passant par la tour latérale aux racines médiévales ou régionalistes qui couronne la cage d’escalier, jusqu'à la façade ouest, chaleureuse comme celle d'un chalet alpin, l'hôtel Rosaleda est un condensé de son époque.
En plus d'avoir les caractéristiques propres d'un hôtel de montagne, le bâtiment s'inscrit dans le courant connu comme l'architecture du granite, dont le trait principal est la construction des parements extérieurs en pierre de granite, des ouvertures en arc en plein cintre ou la disposition des toitures avec des mansardes. On y retrouve un reflet du courant néo-classique dans l'utilisation de pierres de taille carrées sur les angles des façades, les arcs à claveaux de plein cintre et les linteaux rectangulaires dans les ouvertures des quatre étages et du grenier qui composent la façade principale.

## Historique
Le projet signé par Adolf Florensa, daté de 1941, est déposé au Collège officiel des architectes de Catalogne ; sur la façade est gravée la date 1943.
C'est un exemple de l'architecture du deuxième tiers du XXe siècle que de prestigieux architectes ont projetée en Andorre, en maintenant une interprétation respectueuse de la tradition locale et de l'architecture du granite. De même, c'est un exemple de la transformation hôtelière et, en général, de la transformation socio-économique de l'Andorre au milieu du XXe siècle.
À l'origine, l'hôtel Rosaleda a été conçu comme un bâtiment isolé, à l'extrême nord-est de la ville, entre la route et la rivière, entouré de champs cultivés. L'aménagement d'Encamp a modifié l'environnement initial dans un nouveau contexte urbain. 
Lors de son inauguration en 1943, l'hôtel comptait 60 chambres (le nombre augmenta par la suite), dont certaines équipées avec une salle de bain et l'eau chaude. On pouvait accéder aux chambres par un large escalier ou un ascenseur électrique, un des premiers en Andorre. Il y avait trois salles à manger : une pour le petit-déjeuner, une salle à manger principale et une salle à manger d'été. L'hôtel disposait également d'un bar, d'une terrasse, d'une salle de lecture meublée avec des canapés en cuir et décorée de façon luxueuse. Un des éléments les plus significatifs de l'hôtel était l'ensemble de vitres peintes placées sur les portes de la réception et de la salle à manger, avec des scènes faisant allusion à la vie en montagne et aux paysages andorrans. Le sous-sol contenait un garage, des entrepôts, les chambres du personnel de service et la blanchisserie, et dans les années 1950 on y ouvrit une salle de fêtes mythique. C'est à la même époque que l’on construisit la piscine extérieure.
L'hôtel Rosaleda fut conçu comme un hôtel de luxe : il était considéré comme un établissement de première classe par les guides touristiques les plus prestigieux, tels que les guides Michelin ou Bleu. Les clients provenaient principalement de la bourgeoisie catalane des années 1940 et 50, mais il recevait également des personnages de la haute société internationale.
L'hôtel a été définitivement fermé en 1998. 
Après quatre ans de travaux de réhabilitation, le ministère andorran de la Culture y a transféré à partir de 2020 une grande partie de ses locaux. Depuis 2020, l'hôtel est aussi le siège de la fondation Ramon-Llull.